# Río Turbio
Río Turbio – miasto w Argentynie, w prowincji Santa Cruz, w departamencie Güer Aike.
Według danych szacunkowych na rok 2010 miejscowość liczyła 8 814 mieszkańców.